# Eparchie Joubbé, Sarba und Jounieh
Die Eparchie Joubbé, Sarba und Jounieh (lat.: Eparchia Ioubbensis, Sarbensis et Iuniensis Maronitarum) ist eine im Libanon gelegene Eparchie der maronitischen Kirche mit Sitz in Bkerke.

## Geschichte
Die Eparchie Joubbé, Sarba und Jounieh wurde am 2. Mai 1986 durch Papst Johannes Paul II. als Eparchie Joubbé errichtet. Am 9. Juni 1990 wurde der Eparchie Joubbé die Eparchie Sarba angegliedert und am 5. Juni 1999 erfolgte die Angliederung der Eparchie Jounieh.
Die Eparchie Joubbé, Sarba und Jounieh ist die Eigeneparchie des maronitischen Patriarchen von Antiochien (daher arabisch الأبرشية البطريركية المارونية, DMG al-Abrašīya al-Baṭriyarkīya al-Mārūnīya).